# Pasquale Anfossi
Pasquale Anfossi (Taggia, 5 de abril de 1727 - Roma, febrero de 1797) fue un compositor italiano, miembro de la escuela napolitana, que desarrolló su obra a mediados del siglo XVIII, perteneciendo por lo tanto al periodo del barroco tardío de la historia de la música.

## Biografía

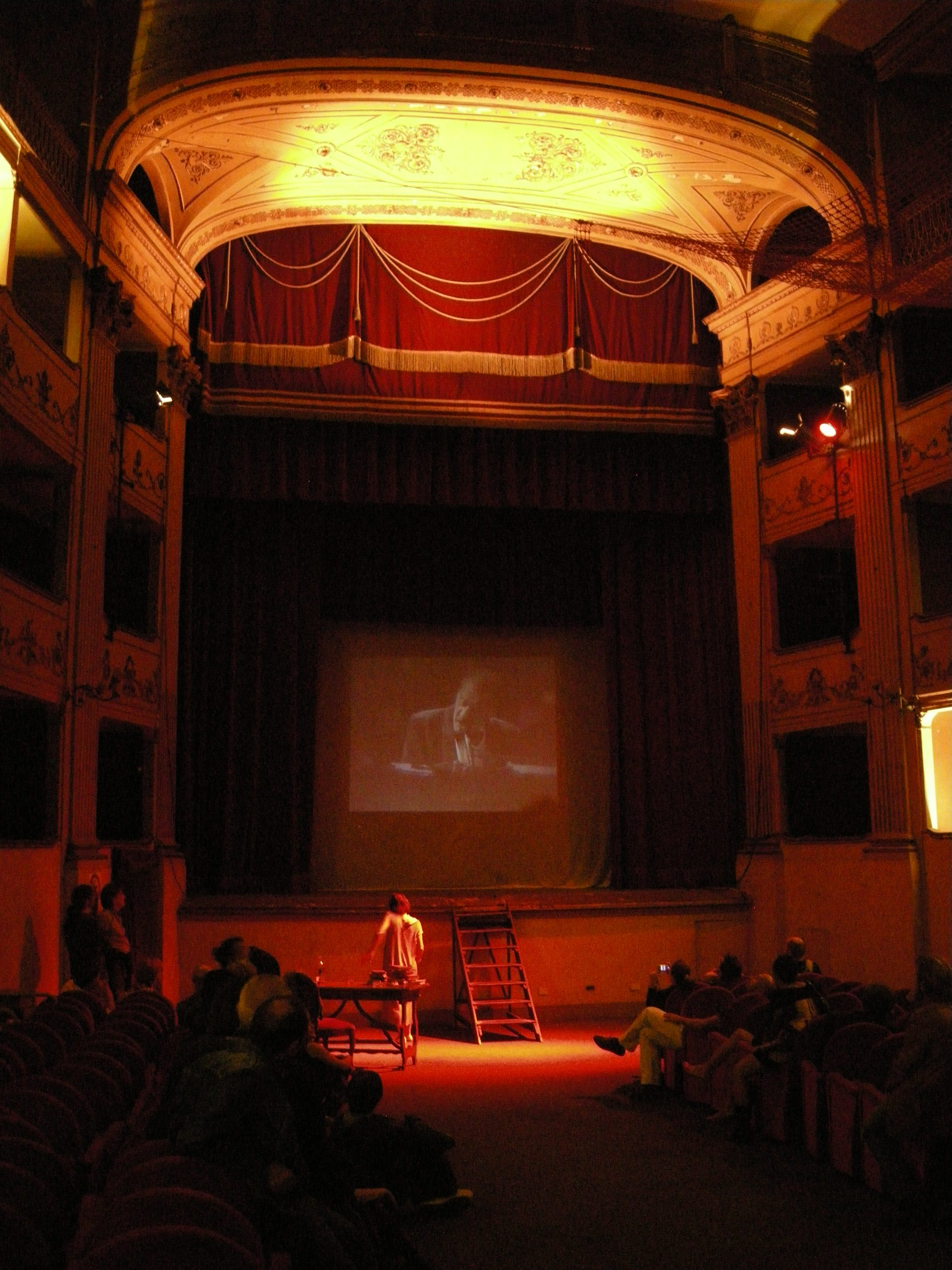
Interior del antiguo Teatro de la calle del Cocomero de Florencia, hoy teatro Niccolini.

Nació en Taggia, Liguria, iniciándose en los estudios musicales con su padre. A continuación, ingresó en el Conservatorio de Santa María de Loreto de Nápoles,
donde estudió violín con Francesco Barbella, y composición con Francesco Durante y Niccolo Piccinni.
En Nápoles presentó, en colaboración con Pietro Alessandro Guglielmi, la ópera bufa Esposo de tres y marido de ninguna (Lo sposo di tre e marito di nessuna).
En 1771, se establece en Roma, bajo la protección de su amigo Piccinni, aunque este era un año menor que él, donde presenta, entre otras, la ópera seria Quinto Fabio, en el Teatro delle Dame, alcanzando un discreto éxito.
El verdadero triunfo no llega hasta el año 1773, en el Teatro delle Dame, con la ópera bufa  Giannetta, ossia L’incognita perseguitata, con libreto de Petrosinelli, basado en otro de Goldoni.
Al año siguiente, 1774, estrenó, siempre en el Teatro delle Dame, La finta giardiniera, ópera que lo consagró definitivamente. Con esta obra le arrebató a su querido amigo Piccinni, el favor de público, y no sólo el romano, sino el de toda Italia, pues la obra se representó con gran éxito en las ciudades más importantes.
Del año 1771 al 1780, Anfossi fue maestro de coro del Ospedale dei Derelitti de Venecia, para el que escribió numerosos oratorios, antífonas, motetes, etc.
Siendo ya un reconocido operista, se trasladó a París, donde la Finta giardiniera, Il geloso in cimento e Il matrimonio per ingagno ocuparon durante muchos meses los escenarios parisinos.
La Ópera de París le brindó la oportunidad de presentar su ya célebre L’incognita perseguitata, bajo el nuevo título de L’infante de Zamora.
En 1781, ante la animadversión de gran parte de los cantantes franceses, se trasladó a Londres, en calidad de director de la ópera italiana, cargo que ocupó hasta 1783.
Entre finales de 1783 y mediados de 1784, viajó a Praga y Berlín, donde presentó Il triunfo di Arianna e Il cavalier per amore.
A finales de 1784, regresó a Italia, donde estrenó la ópera bufa Chi cerca trova, en Florencia.
Los siguientes tres años los pasó recorriendo toda la península italiana con motivo de la puesta en escena de alguna de sus óperas. En 1787, se trasladó definitivamente a Roma, donde ejerció durante cinco años como maestro de capilla de la Basílica de San Juan de Letrán.

## Formas musicales
Fue un compositor muy prolífico, escribió más de 70 óperas, 67 sinfonías, oratorios, motetes, misas, etc.

### Ópera
Pasquale Anfossi fue uno de los más notables representantes de la escuela musical napolitana, y junto a Guglielmi, Piccinni, Traetta, Paisiello y Cimarosa, conducirían a la ópera bufa a su máximo esplendor. En la obra bufa de Anfossi, se puede apreciar el empleo de unos procedimientos cómicos que servirán de modelo a los compositores posteriores.
La producción de óperas serias de Anfossi, está marcada por las reformas de Gluck y Traetta. 

### Música sacra
Anfossi escribió una gran cantidad de obras sacras, como misas, oratorios, motetes, etc. En el campo del oratorio sus obras más apreciadas fueron: La Betulla liberata, Sant’Elena al Calvario, Giuseppe riconosciuto, Ester y Il sacrificio di Noè.

### Música instrumental

Óleo de Mozart a la edad de seis años, atribuido a Pietro Antonio Lorenzoni (1763).

Por otra parte, Anfossi, siguiendo el ejemplo de la escuela napolitana iniciada con Alessandro Scarlatti, desarrolló una importante carrera como compositor de sinfonías, escribiendo más de 60, siendo la más conocida la Sinfonía Venecia de 1775.

## Anfossi y Mozart
Cuando Mozart apenas contaba con 14 años, en 1770, viajó con su padre Leopold a Nápoles, donde con toda probabilidad conoció la música de Anfossi. Así mismo, Mozart adaptó las óperas de Anfossi, Il curioso indiscreto y Le gelose fortunate, para su presentación en Viena, en 1783 y 1788, respectivamente. Por otra parte, en el epistolario de Mozart, este cita a Pasquale Anfossi en dos ocasiones: en una lo llama “molto cognito napolitano” y en otra “i miei nemici dicono che io voglio correggere l’opera di Anfossi”.
Dos importantes musicólogos, Marie Olivier Georges du Parc Poulain Saint-Foix y Théodor Wyzewa, en su monumental monografía sobre Mozart en cinco volúmenes, realizan una detallada comparación entre las partituras de La finta giardiniera de Anfossi y la de Mozart. Los dos estudiosos revelan numerosas analogías entre las dos óperas, constatando que a menudo el austríaco sigue el esquema formal de la ópera del italiano, e incluso con la misma cadencia rítmica.
Estas semejanzas también se citan en la obra La musica Italiana nel settecento de Roberto Zanetti, editada por Bramante. En esta obra, Zanetti, muestra como el aria dividida en dos partes, de ritmo y tiempo distintos, que tradicionalmente se consideraba como un logro de Mozart, es en realidad una característica de las arias de Anfossi.

## Trabajos musicales

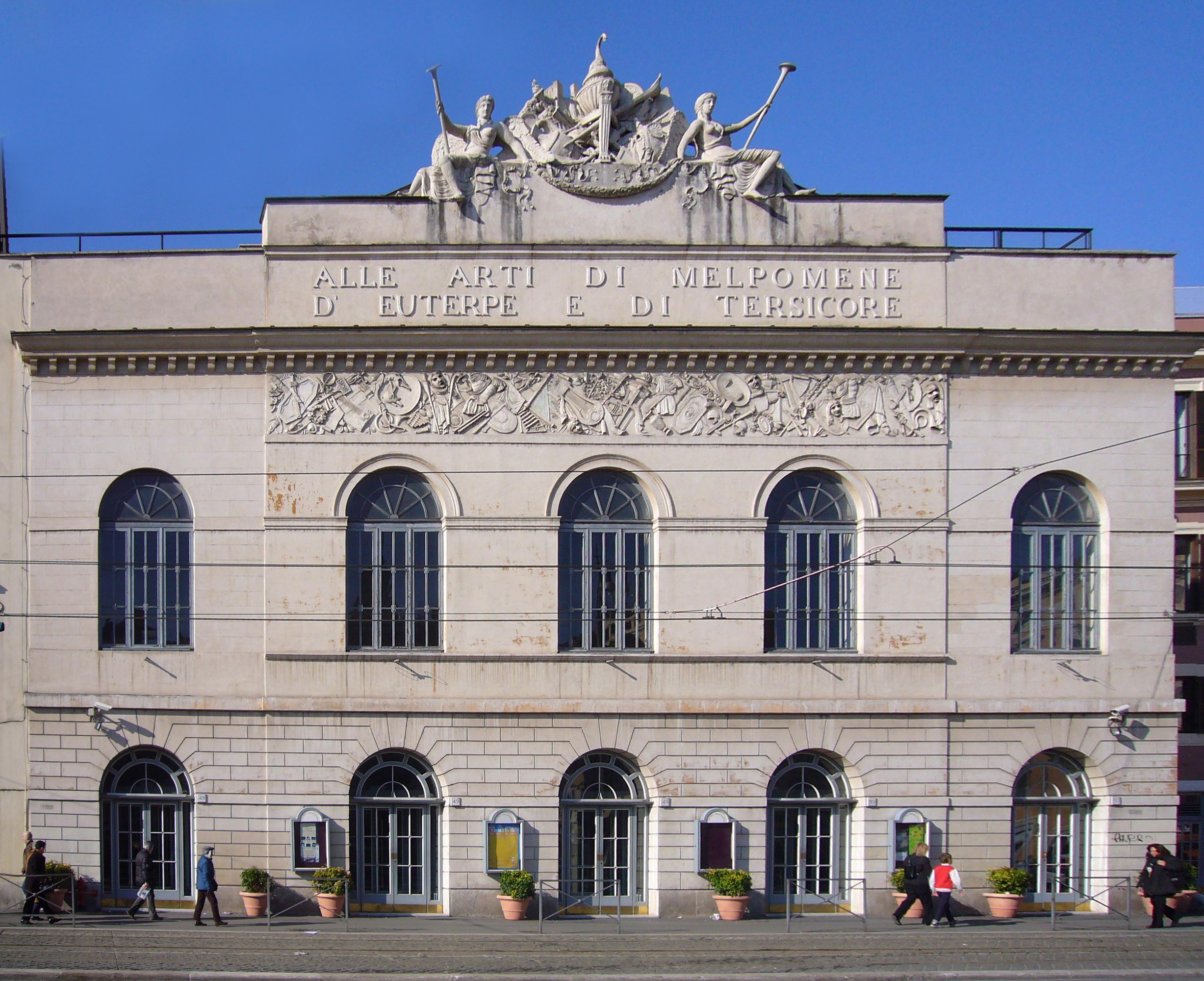
Teatro de la Torre Argentina, Roma.

### Óperas
Anexo: Óperas de Pasquale Anfossi

### Óperas atribuidas
- Lucio Papirio – Roma, Teatro delle Dame (1771)
- I visionari – Roma, Teatro delle Dame (1771)
- Orlando paladino – Viena, Hoftheater (1778)
- Le gelosie villane - Casale Monferrato, Teatro Secchi (1779)
- La finta ammalata - Parma, Teatro de la Corte (1782-83)
- Chi cerca trova – Florencia, Teatro del Cocomero (1783 o 1789)
- Gli sposi in commedia - Piacenza, Teatro Ducal (1784)
- Il cavaliere per amore - Berlín, Königliches Theater (1784)
- La villanella di spirito – Roma (1787)
- L'antiquario – París, Teatro Feydeau (1789)

### Cantatas
- I dioscuri (Libreto de Saverio Mattei, 1771, Nápoles)
- L’armonia (Libreto de Mattia Butturini, 1790, Venecia)

### Música sacra

#### Oratorios

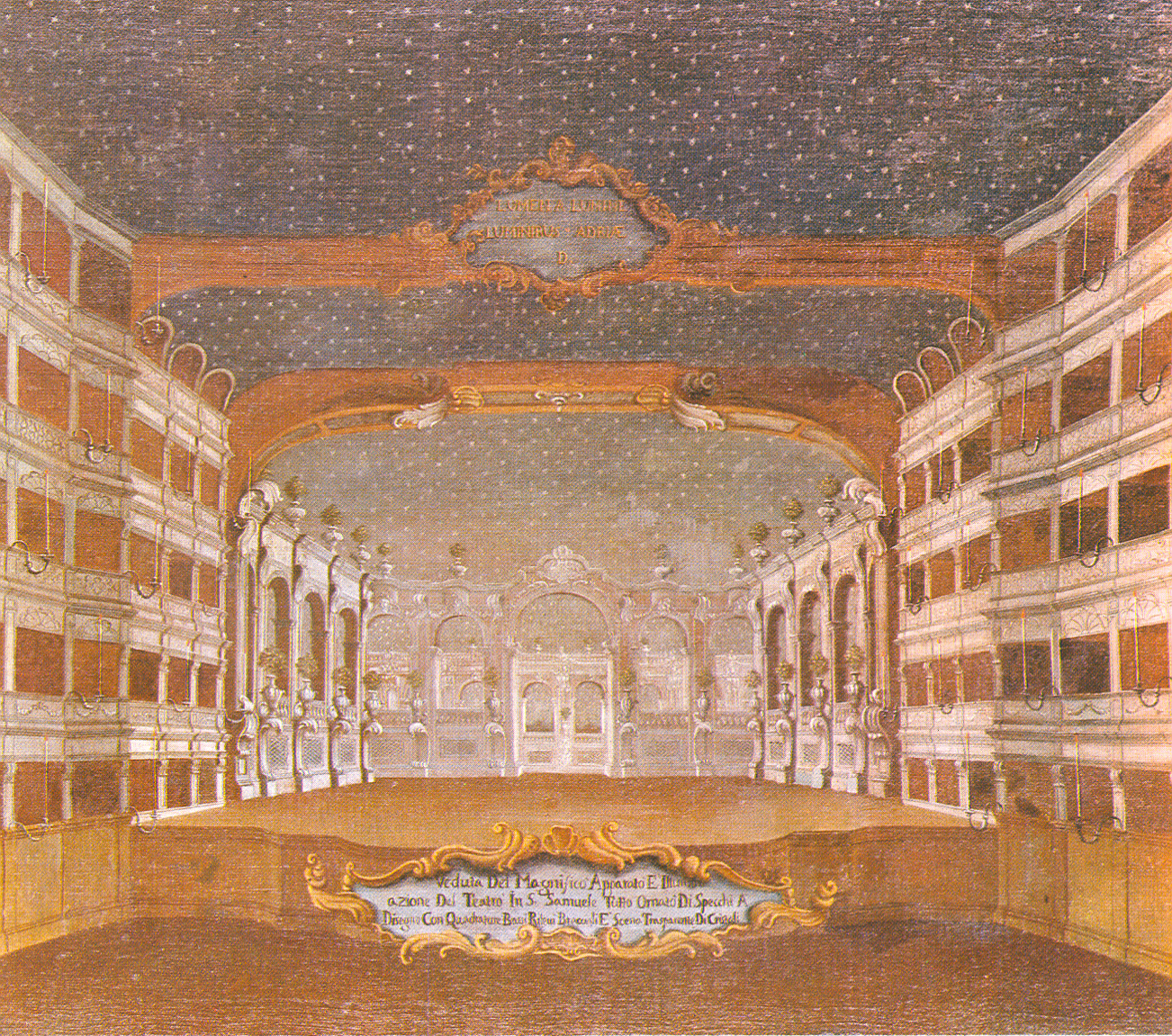
Teatro San Samuel de Venecia, por Gabriel Bella.

- La madre dei Maccabei (libreto de Giuseppe Barbieri, 1765, Roma)
- Noe sacrificium (1769, Venecia o Florencia)
- Carmina sacra camenda in nosocomio pauperum derelictorum (1773, Venecia)
- Jerusalem eversa (1774, Venecia)
- David contra Philisthaeos (1775, Venecia)
- Giuseppe riconosciuto (libreto de Pietro Metastasio, 1776, Roma)
- Carmina sacra recinenda a piis virginibus (1776, Venecia)
- Samuelis umbra (1777, Venecia)
- Virginis assumptae triumphus (1780, Venecia)
- La nascita del Redentore (libreto de Giacomo Gregorio, 1780, Roma)
- Esther (1781, Venecia)
- La Betulia liberata (libreto de Pietro Metastasio, 1781)
- Sedecias (1782, Venecia)
- Il sacrificio di Noè uscito dall'arca (1783, Roma)
- Prodigus (1786, Venecia)
- Sant'Elena al Calvario (libretto de Pietro Metastasio, 1786, Roma)
- Ninive conversa (1787, Venecia)
- Il figliuol prodigo (libreto de Carlo Antonio Femi, 1792, Roma)
- La morte di San Filippo Neri (libreto de Carlo Antonio Femi, 1796, Roma)
- Gerico distrutta
- Il convito di Baldassare
- Per la nascita di Nostre Signore Gesù Cristo

#### Otras composiciones sacras

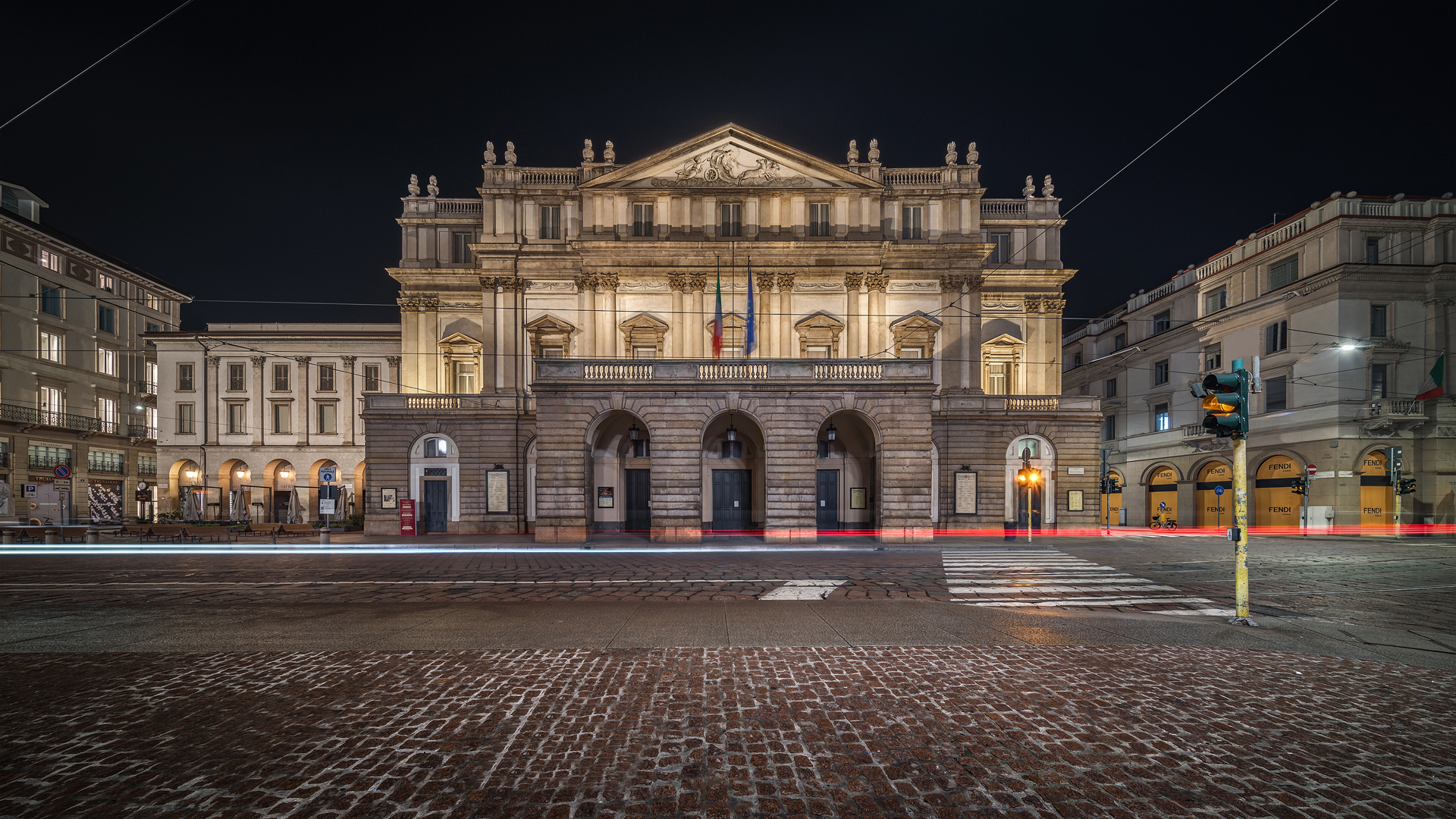
Teatro alla Scala, Milán.

- 6 misas
- 6 Kyries y Glorias
- 1 Qui Tollis
- 2 Credo (liturgia)Credos
- 5 Salve regina
- 8 motetes
- 1 Miserere
- Responsorios para la Semana Santa
- Numerosos salmos

### Música instrumental
- 67 Sinfonías
- Minueto para 2 violines y violoncelo
- 5 Quintetos